# Hoplia pulchella
Hoplia pulchella är en skalbaggsart som beskrevs av Moser 1912. Hoplia pulchella ingår i släktet Hoplia och familjen Melolonthidae. Inga underarter finns listade i Catalogue of Life.